# Iłowo (powiat radziejowski)
Iłowo – wieś w Polsce położona w województwie kujawsko-pomorskim, w powiecie radziejowskim, w gminie Topólka.
W latach 1975–1998 miejscowość administracyjnie należała do województwa włocławskiego.